# Hoplopholcus
Genre
Synonymes
- Neartema Kratochvíl, 1940

Hoplopholcus est un genre d'araignées aranéomorphes de la famille des Pholcidae.

## Distribution
Les espèces de ce genre se rencontrent de l'Est du bassin méditerranéen au Caucase.

## Liste des espèces
Selon World Spider Catalog (version 21.0, 26/01/2020) :
- Hoplopholcus asiaeminoris Brignoli, 1978
- Hoplopholcus atik Huber, 2020
- Hoplopholcus bursa Huber, 2020
- Hoplopholcus cecconii Kulczyński, 1908
- Hoplopholcus dim Huber, 2020
- Hoplopholcus figulus Brignoli, 1971
- Hoplopholcus forskali (Thorell, 1871)
- Hoplopholcus gazipasa Huber, 2020
- Hoplopholcus konya Huber, 2020
- Hoplopholcus labyrinthi (Kulczyński, 1903)
- Hoplopholcus longipes (Spassky, 1934)
- Hoplopholcus minotaurinus Senglet, 1971
- Hoplopholcus minous Senglet, 1971
- Hoplopholcus patrizii (Roewer, 1962)
- Hoplopholcus suluin Huber, 2020
- Hoplopholcus trakyaensis Demircan & Topçu, 2017

## Publication originale
- Kulczyński, 1908 : Fragmenta arachnologica. X. Bulletin international de l'Académie des Sciences de Cracovie, Classe des Sciences Mathématiques et Naturelles, vol. 1908, p. 49-86.